# 风信子醚
风信子醚（化学名2-苯乙基异丙基醚，或2-异丙氧乙基苯，2-Isopropoxyethylbenzene）是一种有机化合物，化学式C11H16O，属于芳香醚。